# Лютое (Середино-Будский район)
Лютое (укр. Люте) — село, Знобь-Новгородский поселковый совет, Середино-Будский район, Сумская область, Украина.
Код КОАТУУ — 5924455302. Население по переписи 2001 года составляло 34 человека .

## Географическое положение
Село Лютое находится на берегу реки Лютка в месте впадения её в реку Знобовка, выше по течению на расстоянии в 6,5 км расположено село Полесское, на противоположном берегу реки Знобовка — село Стягайловка.

## История
Точное время основания села неизвестно. Впервые оно упоминается в описании Новгород-Северского наместничества 1779–1781 гг. под названием хутор Лютый. На то время населённый пункт находился в собственности бунчукового товарища Фёдора Григорьевича Псиолы, который владел в нём мельницей на реке Лютке, четырёхкомнатным жилым домом, винокуренным заводом и одним крестьянским двором с одним обывателем.
Основателем Лютого, скорее всего, был Фёдор Григорьевич Псиол (ок. 1739 – до 1799), поскольку изначально населённый пункт находился в его собственности и на его землях.
Фёдор Псиол был сыном орлянского сотника Григория Васильевича Дяченко-Псиола. С 1755 года он служил войсковым канцеляристом в Генеральной войсковой канцелярии, был войсковым (19.08.1765) и бунчуковым товарищем (22.09.1774), а после ликвидации Гетманщины занимал должность заседателя совестного суда Новгород-Северского наместничества (1783–1784) и депутата дворянства Погарского уезда.
21 августа 1762 года Фёдор Григорьевич женился на Анне Андреевне Силевич, правнучке Афанасия Алексеевича Заруцкого, и при вступлении в брак получил за неё в приданое часть Протопоповки, Зноби-Новгородской и Гутко-Ожинки. Вместе с указанными населёнными пунктами к нему перешла и часть «Знобовских грунтов, между реками Свигою, Знобовкою и Лютою лежачих», на которых и был поселён хутор Лютый.
После смерти Ф.Г. Псиолы, наступившей до 1799 года, принадлежавшие ему владения в Лютом перешли по наследству к его сыну штабс-капитану Степану Фёдоровичу Псиолу (1780 – после 1833), а от него – к его жене Александре Ивановне Халанской и сыновьям учёному агроному и мировому судье Новгород-Северского уезда Степану Степановичу Псиолу (1833 – 22.07.1891) и коллежскому секретарю Ивану Степановичу Псиолу (1822 – 28.06.1882). Иван Степанович был бездетным и все свои владения в Лютом завещал сыновьям С.С. Псиолы земскому начальнику Новгород-Северского уезда Николаю Степановичу Псиолу и предводителю дворянства Новгород-Северского уезда Василию Степановичу Псиолу.
До революции в Лютом не было ни церкви, ни школы. Может быть поэтому процент грамотности среди местных жителей был одним их самых низких в Протопоповской волости и в начале 1897 года составлял всего 4,8 %.

## Происхождение названия
Своё название Лютое позаимствовало от названия реки Лютки, вблизи которой его поселил Фёдор Григорьевич Псиол.